# بغل‌مرواریدی‌ها
بغل‌مرواریدی‌ها (نام علمی: Maurolicus) نام یک سرده از تیره تبرماهیان ژرفزی است.